# Annie Glenn
Pour les articles homonymes, voir Glenn.
Anna Margaret Castor dite Annie Glenn, née le 17 février 1920 à Columbus (Ohio) et morte le 19 mai 2020 à St. Paul (Minnesota), est une militante américaine. 

## Biographie
Anna Margaret Castor est née le 17 février 1920 à Columbus, Ohio, de Homer Castor et Margaret née Alley. Son père était dentiste. En 1923, la famille Castor a déménagé à New Concord, Ohio. Elle fut l'épouse de l'astronaute et sénateur John Glenn. Leurs parents étaient très proches et les deux jeunes se sont côtoyés de bonne heure. Ils ont fréquenté le même lycée et leur relation a continué à l'université. Anna a étudié la musique et a même reçu une proposition pour intégrer la Juilliard School mais elle a décliné l'offre, choisissant plutôt de rester dans l'Ohio avec Glenn. C'est également une grande sportive, pratiquant dans sa jeunesse la natation, le volley-ball et le tennis. 
Anna et Glenn se sont mariés le 6 avril 1943. Ils ont eu deux enfants, David, né en 1945 et Lyn, née en 1947. 
Annie Glenn s'est investie pour les personnes handicapées et celles ayant des troubles de la communication, souffrant elle-même, comme son père, de bégaiement.
Annie Glenn meurt le 19 mai 2020 de complications du Covid-19.

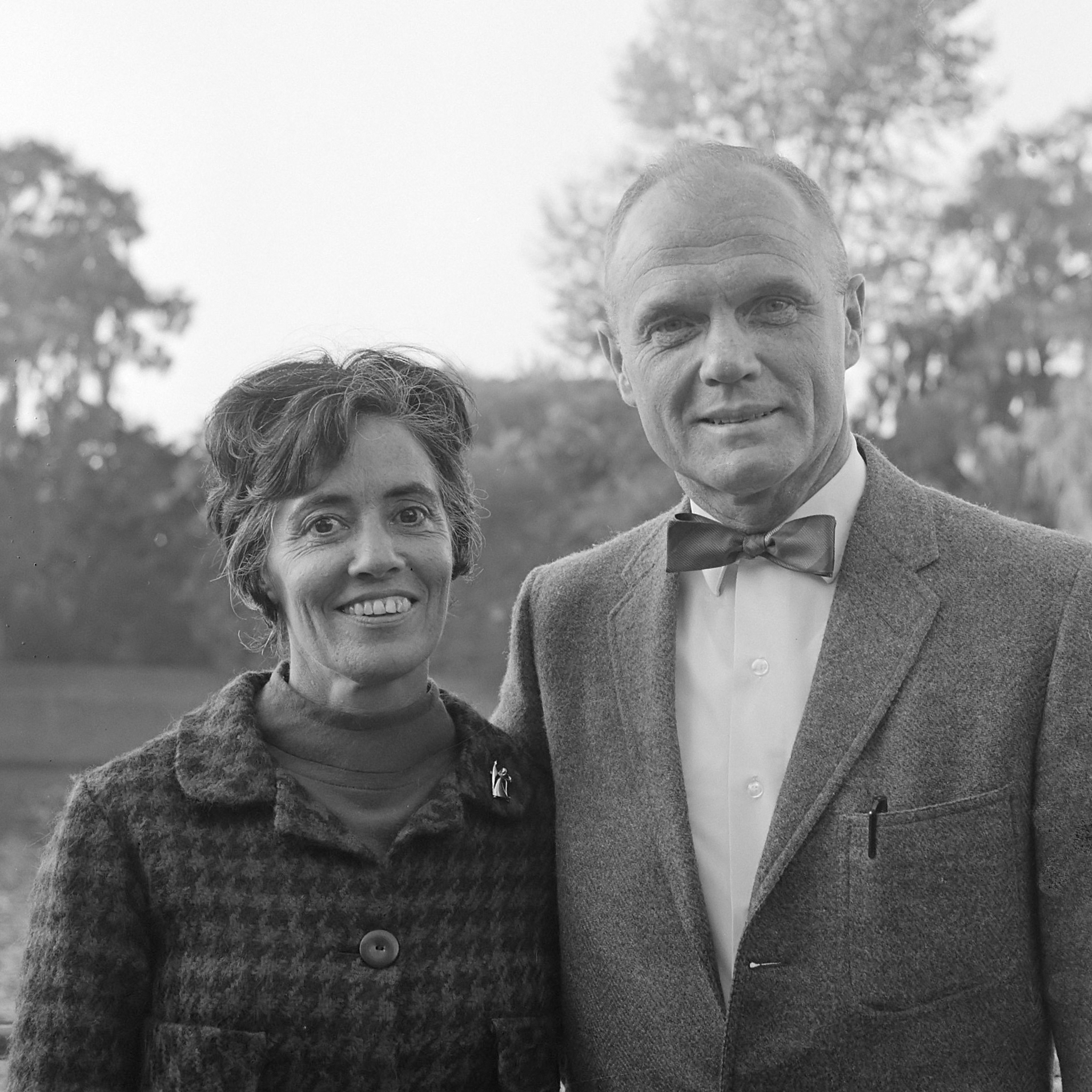
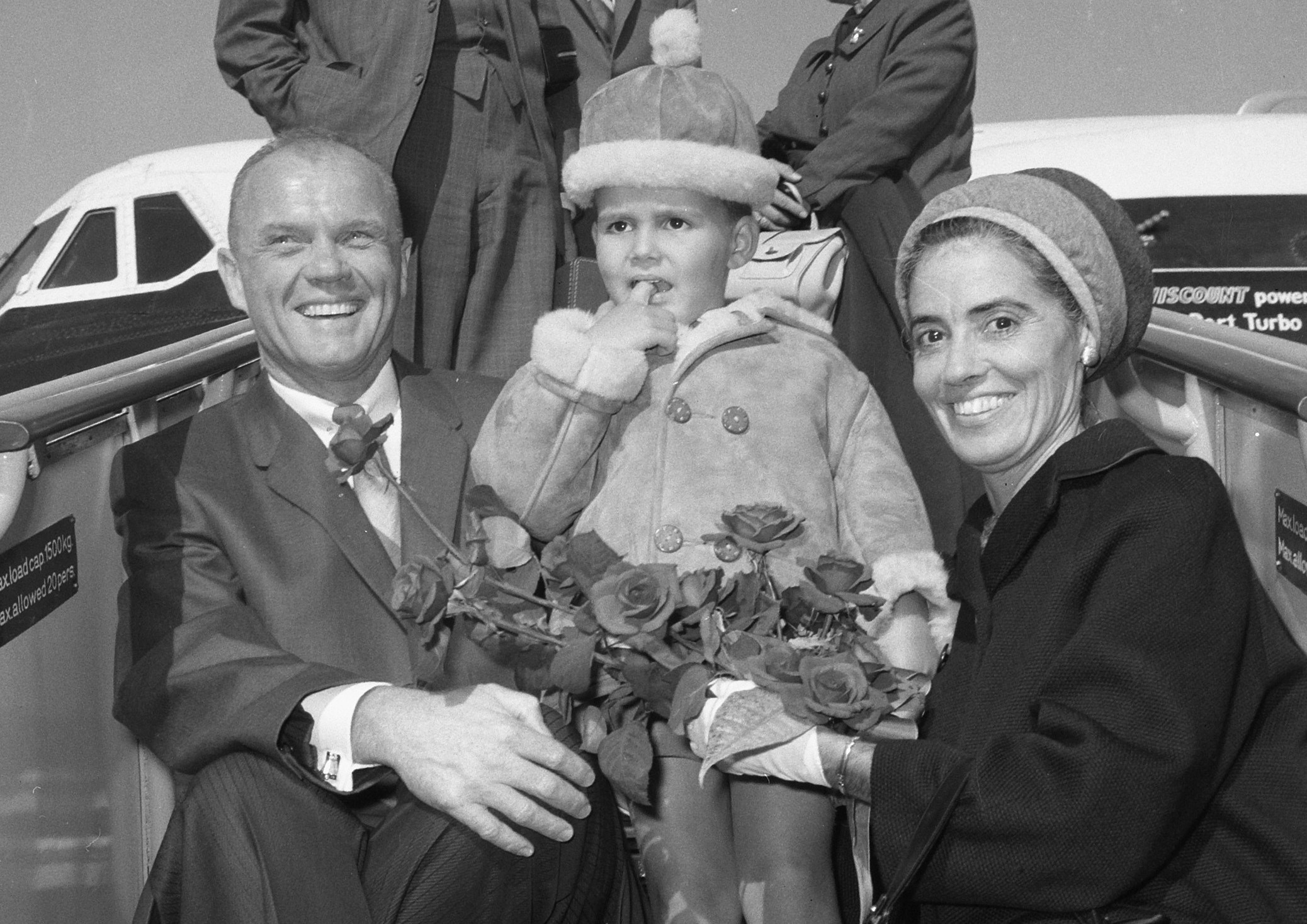
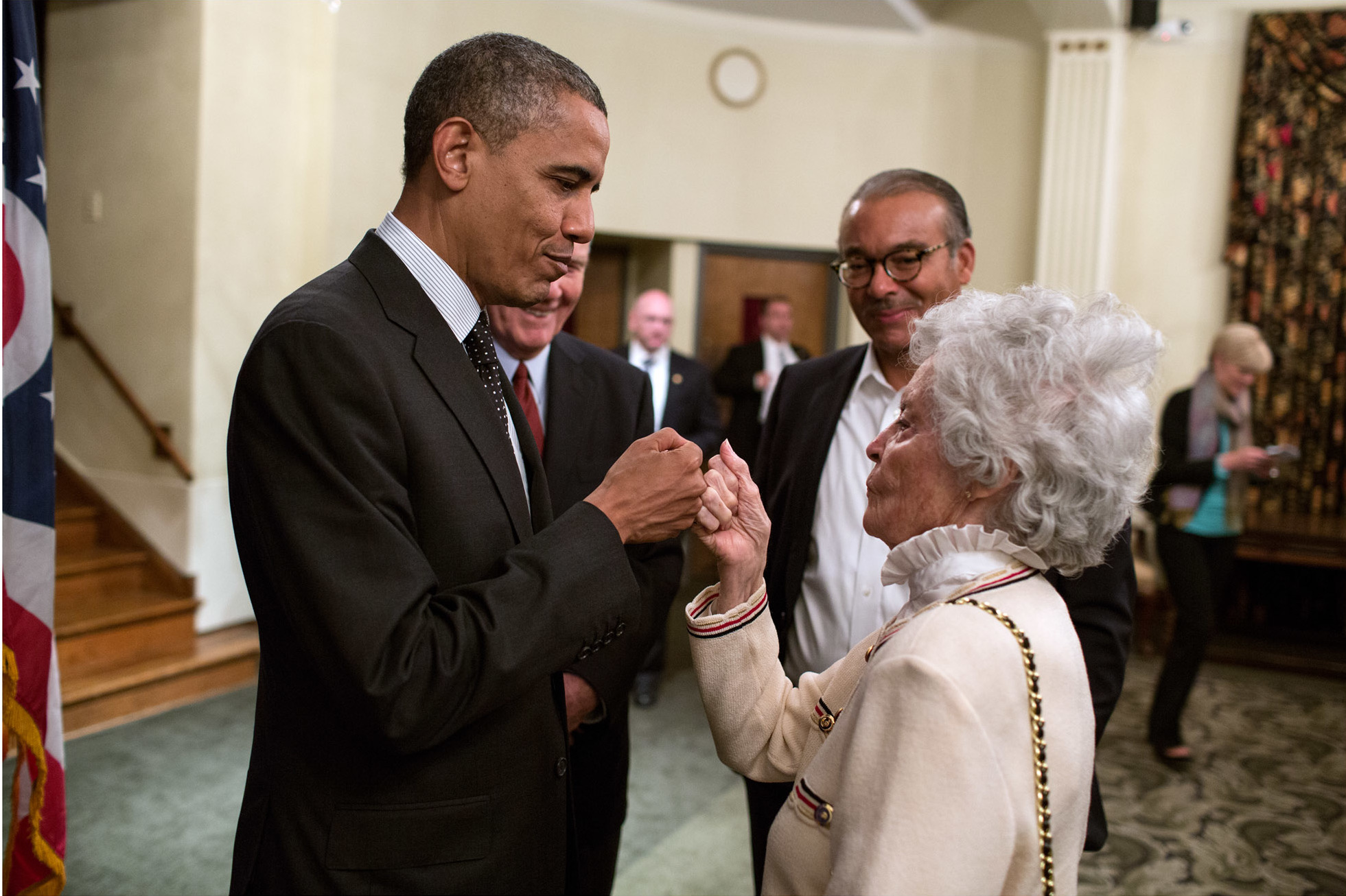
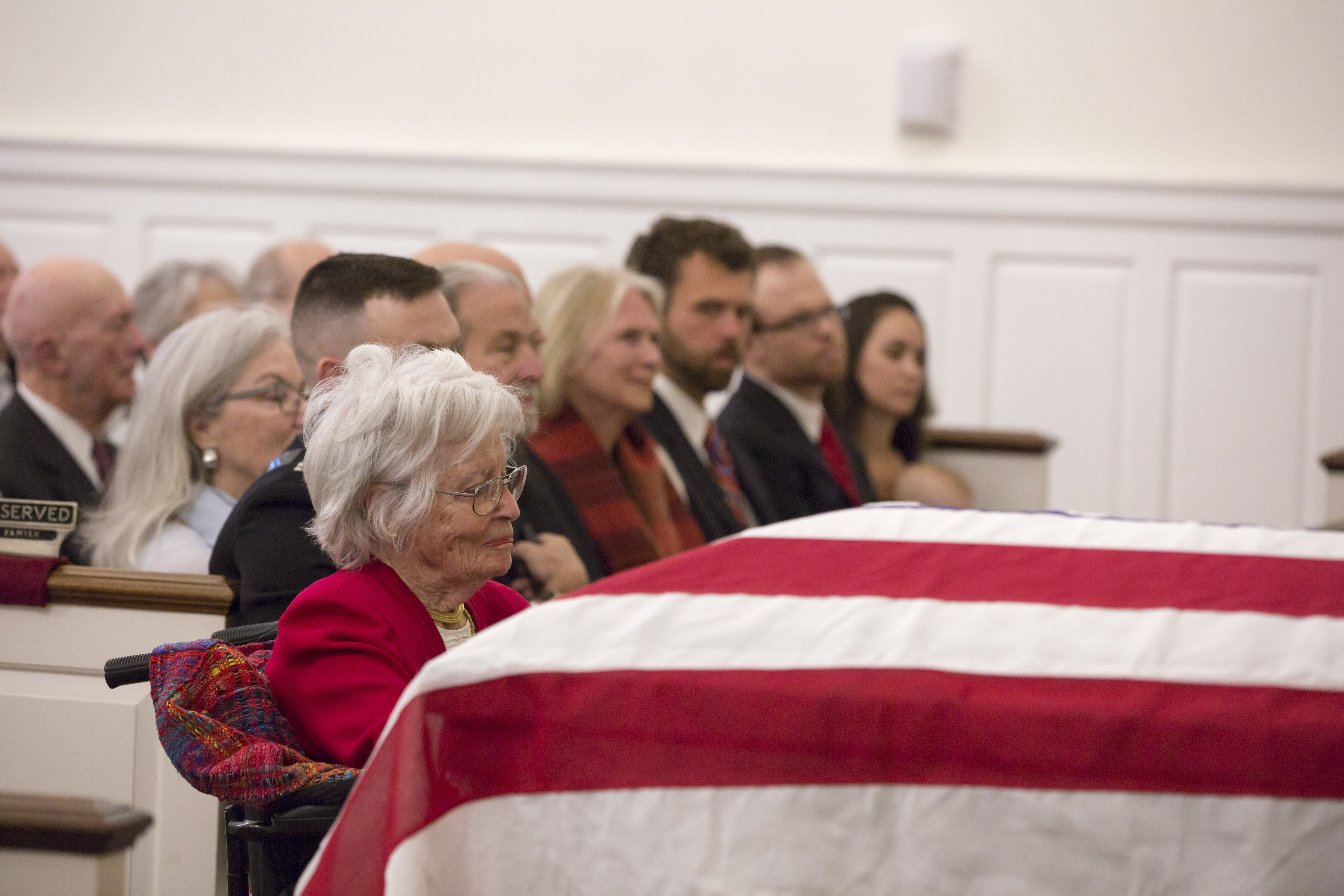
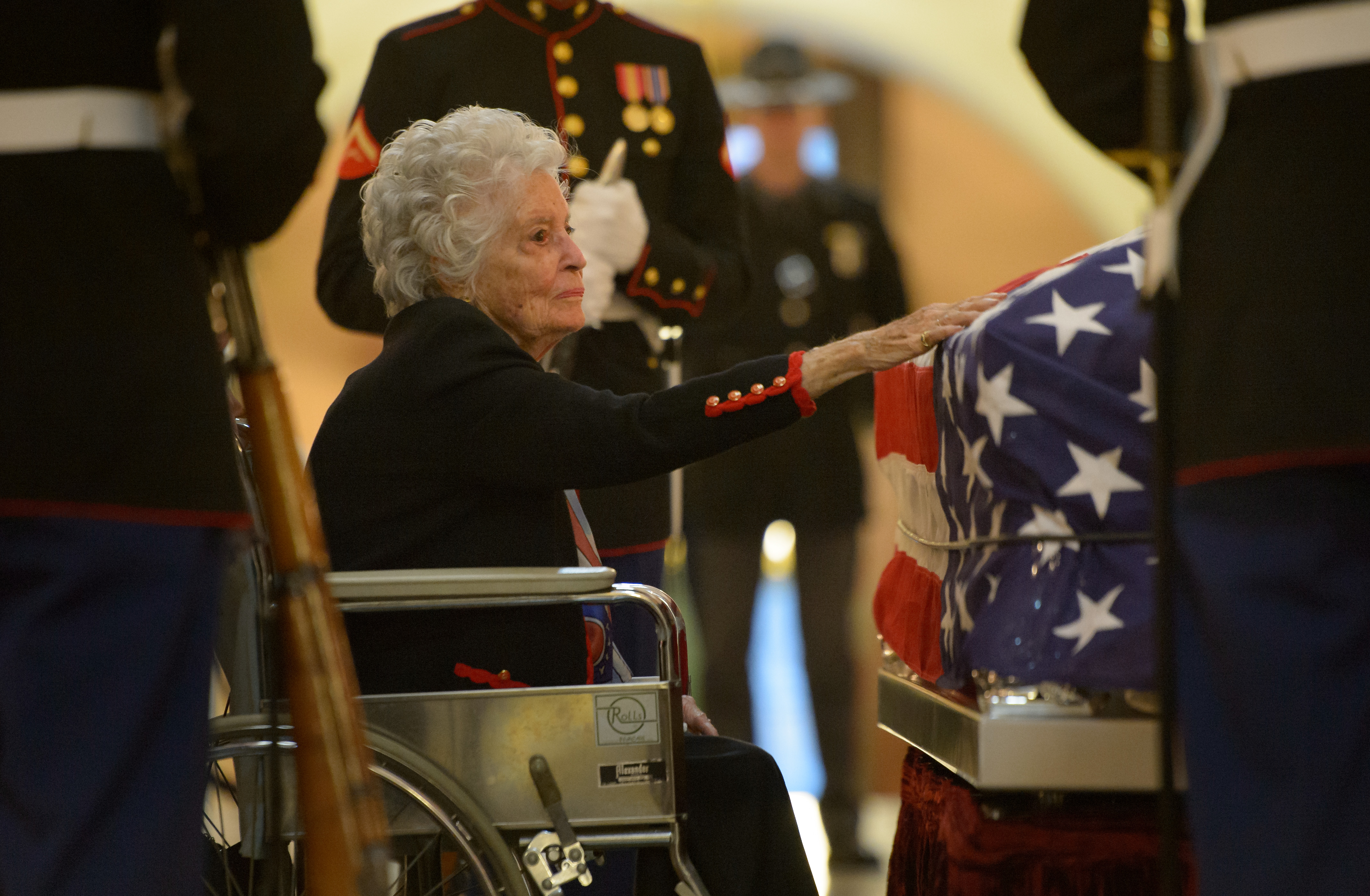
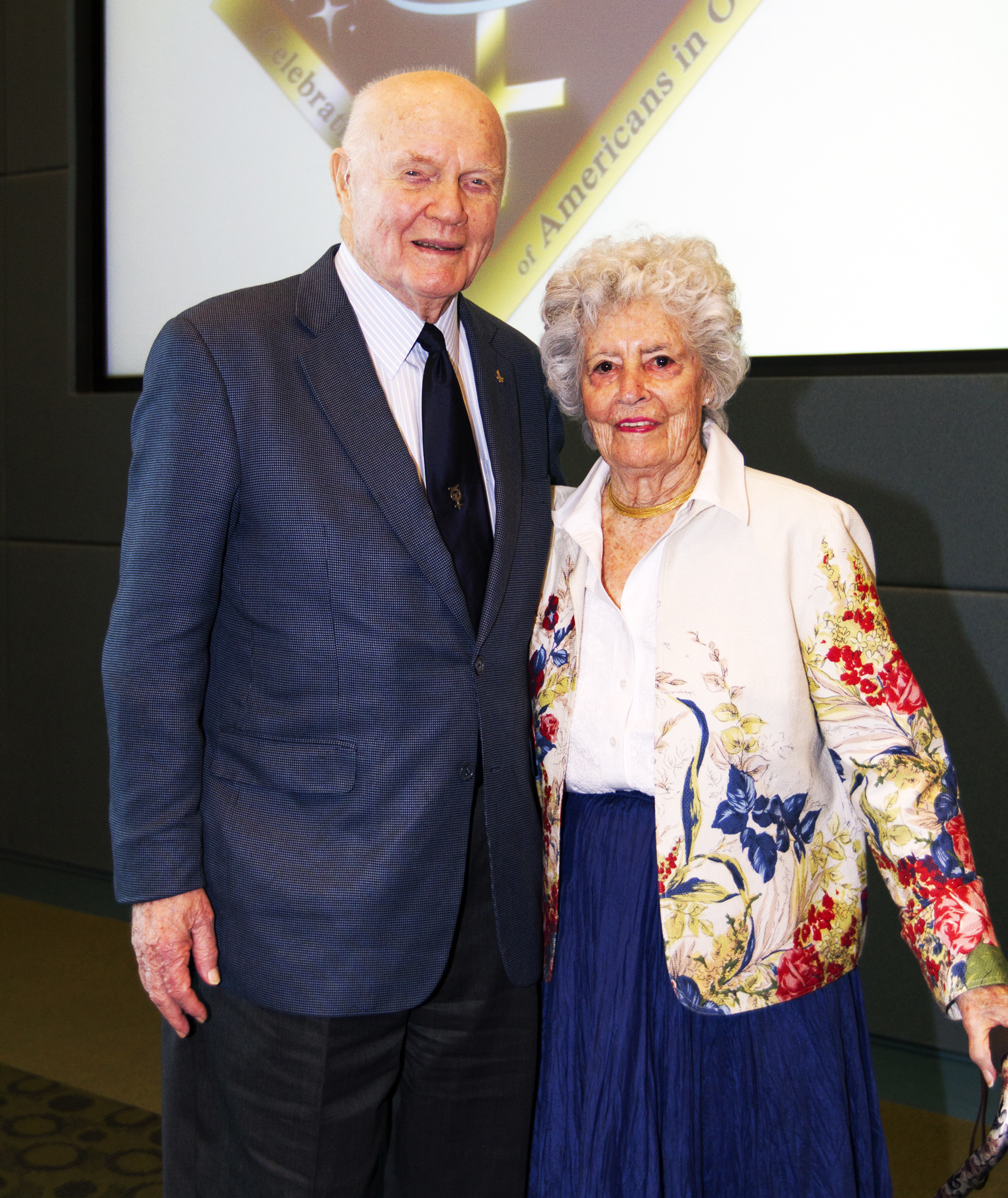

## Postérité
Parmi des nombreuses distinctions reçues pour son travail, l'une des plus notables est son intronisation à l'Ohio Women's Hall of Fame (en).
Son rôle est joué par l'actrice Mary Jo Deschanel dans le film L'Étoffe des héros (1983) et l'actrice Azure Parsons (en) dans la série télévisée The Astronaut Wives Club.